# Hossein Kazemeyni Borudscherdi
Sayyed Hossein Kazemeyni Borudscherdi (auch: Boroujerdi; * 1957 in Teheran; persisch سيد حسين كاظمينی بروجردی, DMG Seyyed Ḥoseyn-e Kāẓemeynī-e Borūǧerdī) ist ein iranischer Ajatollah und Autor zahlreicher Bücher und Abhandlungen, die sich mit dem Koran, Spiritualität und ethischen Fragestellungen beschäftigen. Borudscherdi ist 1957 in Teheran geboren und wuchs in Qom auf.

## Position
Borudscherdi ist Anhänger der im Iran zur Staatsreligion erhobenen Zwölfer-Schia und setzt sich für die Trennung von Religion und Staat ein. Damit steht er in einer langen quietistischen Tradition schiitischer Religionsgelehrter, die allein den Verborgenen Imam als legitimen Herrscher anerkennen. Mit dieser Position steht Borudscherdi den herrschenden politischen Verhältnissen im Iran ablehnend gegenüber. Er ist daher im Iran der Verfolgung durch offizielle Stellen ausgesetzt. In einem Brief an den Papst, die Europäische Union und den UNO-Generalsekretär Kofi Annan beschrieb er die mysteriösen Umstände des Todes seines Vaters Ayatollah Seyyed Mohammad Ali Kazemeyni Borudscherdi (2002), die nachfolgende Beschlagnahmung der Moschee seines Vaters, sowie weitere Schikanen durch Regierungsstellen.
Borudscherdi kritisiert die Art und Weise des im Iran geübten Konzepts der Statthalterschaft des Rechtsgelehrten (persisch ولایت فقیه, DMG Welāyat-e Faqīh) und begründet dies unter anderem damit, dass die Iraner der politischen Sprüche müde seien, wohl aber auf den Fundamenten der Religion und der Mission Mohammeds stünden. Die Iraner hätten aber genug von der Politisierung und der Ausnutzung der Religion durch Gruppen, die nichts mit ihr zu tun hätten. Der Islam sei die Religion der Toleranz, der Duldsamkeit und der Barmherzigkeit. Der Koran unterstreiche, dass es keinen Zwang in der Religion geben dürfe.
Navid Kermani vergleicht diese schiitische Strömung mit
jenen ultra-orthodoxen Juden, die den Staat Israel ablehnen [, weil] sie alle menschlichen Versuche [verwerfen], die göttlich-gerechte Ordnung auf Erden zu errichten. […] Bis dahin hängen sie einem strikten Quietismus an; da in Abwesenheit des Mahdi jegliche politische Herrschaft illegitim sei, sollten die Theologen sie den Laien überlassen, um sich nicht zu beschmutzen. Eine von Menschen geschaffene, „Islamische“ Republik ist für diese Traditionalisten Ketzerei.

## Inhaftierungen
Borudscherdi wurde 1995, 2000 und erneut am 8. Oktober 2006 zusammen mit vielen Anhängern nach einem Zusammenstoß mit der Polizei in Teheran inhaftiert (andere Quellen nennen den 20. September). 2006 warfen Iranische Offizielle Borudscherdi vor er hätte behauptet ein Vertreter des Verborgenen Imam zu sein. Dieser soll dem schiitischen Glauben zufolge zurückkehren, um das islamische Weltreich zu regieren. Borudscherdi wies diese Behauptungen jedoch zurück. Die iranische Regierung verfügte nach der Verhaftung Borudscherdis  dessen Überführung in das Evin-Gefängnis. In diesem Gefängnis kam es in der Vergangenheit mehrfach zu Todesfällen, die bis heute unaufgeklärt sind.
Ende 2008 wurde Ayatollah Sayed Hossein Kazemeyni Boroudscherdi in das Zentralgefängnis von Yazd verlegt. Seit dem 27. Januar 2009 sitzt er dort in Einzelhaft. In dem Gefängnis in Yazd wurde er am 5. Mai 2009 mit Schlägen traktiert, nachdem er sich in einem Brief an UN-Generalsekretär Ban Ki-Moon gewandt hatte. Nach der Aufhebung der Besuchserlaubnis für Familie und Anwalt unternahm er einen Hungerstreik und wurde daraufhin in das Gefängniskrankenhaus des Zentralgefängnisses verlegt. Amnesty International befürchtete damals, dass er dort keine ausreichende Behandlung erfahre. Aus diesem Grund rief Amnesty International erneut eine Urgent Action aus.

### Demonstrationen 2006
Vor dem Haus Borudscherdis in der Nähe des Azadi-Platzes (Freiheitsplatz) kam es 2006 zu lang anhaltenden Schutzdemonstrationen durch Anhänger Borudscherdis, die eine Verhaftung verhindern wollten. Nach Angaben der Zeitschrift Der Spiegel soll General Morteza Talaie, der Chef der Ordnungskräfte von Teheran, in einem geheimen, aber später im Internet veröffentlichten Brief an die Teheraner Verantwortlichen mit seinem Rücktritt gedroht haben, sollte Borudscherdi verhaftet werden. Inzwischen ist Talaie ohne Angabe von Gründen zurückgetreten.
Bei der Verhaftung Borudscherdis wurden nach Augenzeugenberichten Spezialeinheiten, Panzer, Hubschrauber und Tränengas eingesetzt. Ebenfalls nach Augenzeugenberichte sollen sechs Menschen, darunter die Mutter von Borudscherdi, im Rahmen der Festnahme ums Leben gekommen sein. Zusammen mit Borudscherdi sollen 500 Personen verhaftet worden sein, von denen 120 bis heute im Gefängnis sind. Das Haus Borudscherdis soll inzwischen von Baufahrzeugen dem Erdboden gleichgemacht worden sein.

### Todesstrafe
Nach unbestätigten Blog-Berichten wurde Ajatollah Borudscherdi zusammen mit 17 Anhängern von einem 1987 von Ajatollah Chomeini eingerichteten Sondergericht für die Geistlichkeit zum Tode verurteilt. Grundlage sollen 30 Anklagepunkten gewesen sein, darunter der Missbrauch von Kleidungsstücken für Kleriker. In einem im März 2007 ausgestrahlten Bericht im iranischen Staatsfernsehen aus dem Evin-Gefängnis war der körperlich geschwächte und offensichtlich gefolterte Borudscherdi bei einem angeblichen Geständnis gefilmt worden. In ihrer Machart erinnerten die Umstände der Filmaufnahmen und des Geheimprozesses an den Slánský-Prozess in der stalinistischen Tschechoslowakei. Augenzeugen hatten im März 2007 das Auftreten eines durch den Hungerstreik geschwächten Borudscherdis vor dem Spezialgericht für Kleriker (SCC) berichtet. Nach Angaben von Amnesty International, die bereits mehrfach so genannte Urgent Actions für Borudscherdi gestartet hatten, wird Borudscherdi eine ärztliche Behandlung im Evin-Gefängnis untersagt, obwohl er an Parkinson-Krankheit, an Diabetes, hohem Blutdruck und Herzbeschwerden leide. Während der Verhandlung soll er Blut gespuckt haben. Das Sondergericht für die Geistlichkeit in Teheran wollte nach dem 14. Juni 2007 ein Urteil über ihn und 80 Anhänger fällen. Die Anklageschrift, die mehrere hundert Seiten umfasste, warf Borudscherdi, der sich selbst als unpolitischen Menschen sieht, u. a. Gefährdung der Sicherheit des Landes, Unruhestiftung sowie Infragestellung der islamischen Ordnung unter Ajatollah Chamenei vor. In der Schrift forderte die Staatsanwaltschaft die Todesstrafe für ihn und 17 seiner Anhänger.

Allerdings wurde kein Urteil veröffentlicht und Anhänger von Borudscherdi gehen davon aus, dass die ursprünglich verhängte Todesstrafe in eine elfjährige Haftstrafe umgewandelt wurde, von der er zehn Jahre im Gefängnis von Yazd verbringen muss.

## Offener Brief an die Vereinten Nationen
Ayatollah Borudscherdi schrieb am 27. September 2010 einen offenen Brief an den Menschenrechtsrat der Vereinten Nationen und forderte die UNO auf, jene Verstöße zu untersuchen, die im Iran und im Nahen Osten als Konsequenz des Eingreifens der Religion in die Politik geschehen, und damit den Weg für eine Resolution zu bereiten, welche die Trennung von Staat und Religion unterstützt.

## Urgent Actions durch Amnesty International
Amnesty International rief im September 2006, nach den Verhaftungen am 28. September 2006 eine so genannte Urgent Action für Borudscherdi, Nader Khodadad und Nazim Nourbaksh sowie weiteren 40 Gefangen aus. Diese – so Amnesty International – werden in der Abteilung 209 des Teheraner Evin-Gefängnisses festgehalten. Das Evin-Gefängnis gilt neben dem Ghasar-Gefängnis und dem Towhid-Gefängnis schon seit Schah-Zeiten, aber auch unter der religiösen Führung Chomeinis und Chamene’is als Foltergefängnis.
Amnesty International setzt sich in der Urgent Action von 2007 ebenfalls für Borudscherdis Sohn Sayed Mahdi Kazemeyni Boroujerdi, sowie für die Mollas Massoud Samavatiyan, Alireza Montazer Sa’eb, Ali Shahrabi Farahani, Habib Qouti, Ahmad Karimiyan, Majid Alastiein ein. Gleichfalls setzt sich Amnesty International für den Studenten Kianoosh Sanjari von der iranischen Studentengruppierung Vereinigte Studentenfront ein, der verhaftet wurde, nachdem er für Artikel in seinem Weblog die Verhaftung Borudscherdi recherchierte, sowie schon vorher gegen das Verbot der Zeitung Salām demonstriert hatte (1999). Im November 2010 wurden weitere Anhänger Borudscherdis – Amnesty International zufolge – willkürlich verhaftet. Die Angehörigen werden systematisch von den Sicherheitskräften im Unklaren gelassen, wo die Arretierten sich aufhalten: die Lehrerin Tayabeh Hosseini, der Betriebswirt Narges Ghaffarzadeh, der Student Forough Hematyar, die Literaturwissenschaftlerin Maryam Azimi, die Chemie-Professorin Roya Eraqhi, der Informatiker Mohammad Reza Sadeghi sowie der Bauingenieur Mohammad Mehmannavaz. Der Letztgenannte wurde nach Kautionsstellung und nach Folterung in der Abteilung 209 des Evin-Gefängnisses in Teheran wieder auf freien Fuß gesetzt.